# 30,5 cm moździerz oblężniczy M.11 Škoda

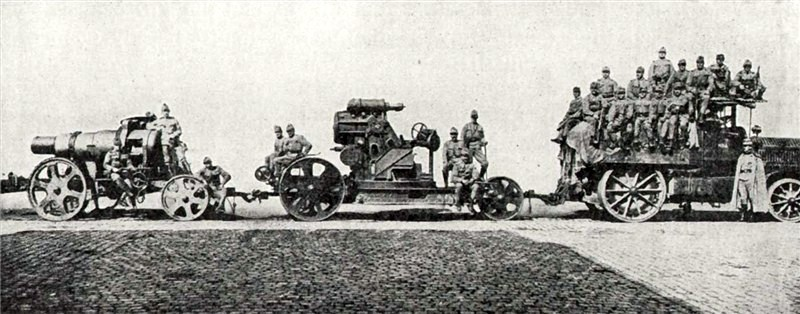
Transport haubicy. Ciągnik wraz z dwoma (z trzech) elementami haubicy: przyczepa z łożem i oporopowrotnikiem oraz przyczepa z lufą

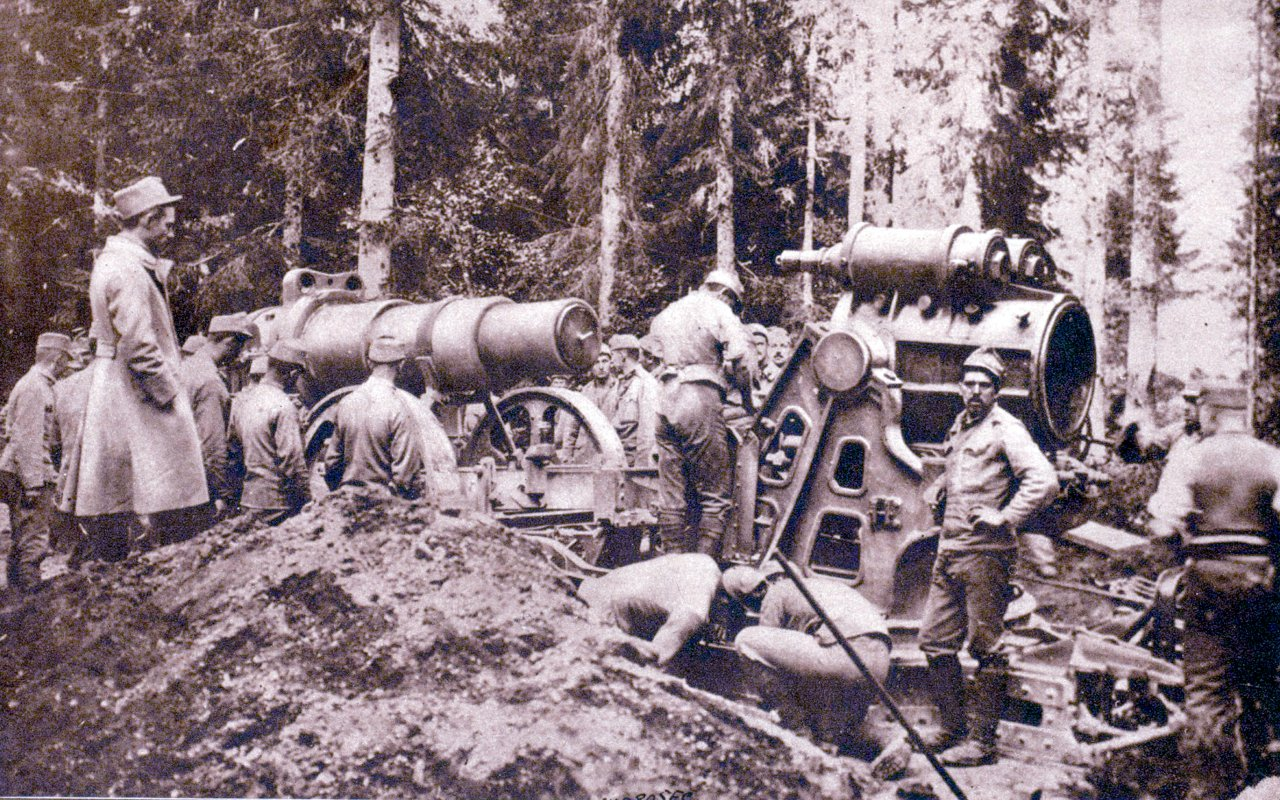
Przygotowanie haubicy do strzelania, podstawa oraz łoże z oporopowrotnikiem już zamontowane, lufa na wózku obok stanowiska

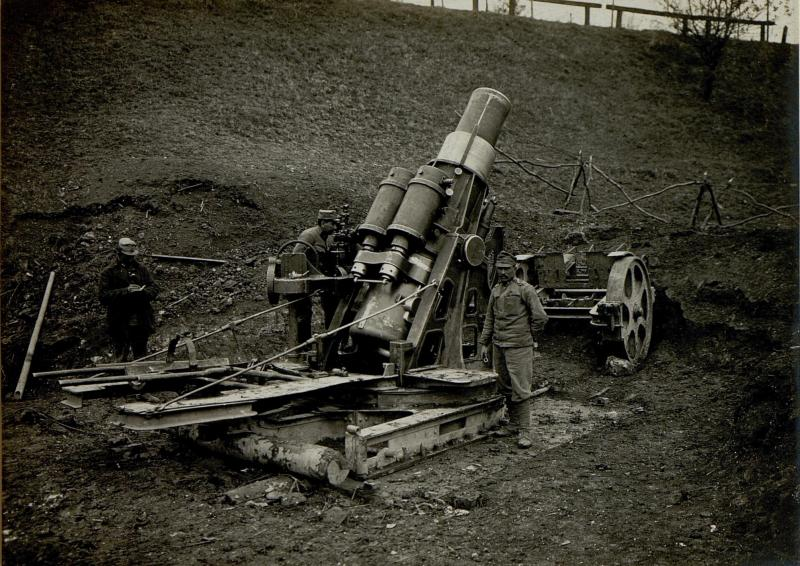
Moździerz na stanowisku

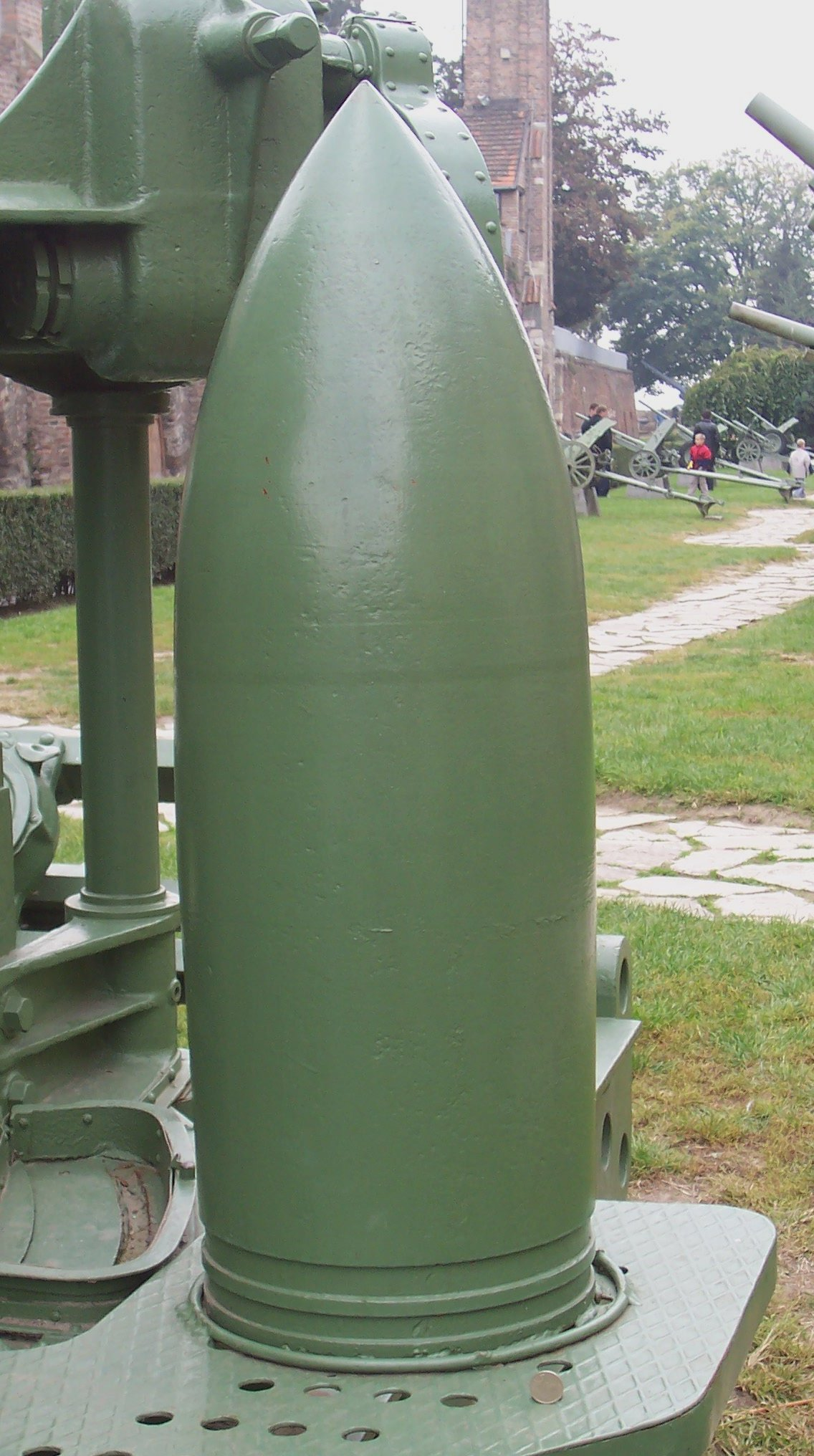
Pocisk burzący, przy podstawie moneta o średnicy 24 mm dla porównania

Škoda 305 mm Model 1911 – ciężka haubica (moździerz oblężniczy) zaprojektowana i zbudowana w zakładach Škoda, używana w okresie I wojny światowej. W odróżnieniu od „Grubej Berty” zwana „Chudą Emmą”.

## Przeznaczenie
Haubica była przeznaczona do wspierania oblężenia, niszczenia umocnień w postaci betonowych i pancernych elementów fortyfikacji. Armia Austro-Węgier potrzebowała uzbrojenia zdolnego niszczyć nowe włoskie fortyfikacje na granicy austriacko-włoskiej, wobec których posiadane uzbrojenie było nieskuteczne.
Haubica była również w stanie spełniać odwrotną funkcję, czyli zwalczać baterie oblężnicze przeciwnika atakujące własne fortyfikacje. Z tego powodu w trakcie pokoju baterie tych haubic były w składzie artylerii fortecznej.
W trakcie wojny, oprócz swojego pierwotnego przeznaczenia, zwalczania i obrony fortyfikacji, zaczęto wykorzystywać haubice w roli najcięższej artylerii polowej, przeznaczonej do zwalczania umocnień ziemnych oraz ciężkiej artylerii przeciwnika.

## Budowa
Cechą wyróżniającą „Chudą Emmę” na tle większości ówczesnej artylerii oblężniczej była duża mobilność. Od początku zaprojektowano działo wraz z przemyślanym systemem transportu i montażu.
Do transportu haubicę rozkładano na trzy główne części: podstawę (10 400 kg), łoże z oporopowrotnikiem (12 600 kg) i lufę (1000 kg). Niektóre z nich były jeszcze rozkładane na mniejsze elementy. W sumie części było 9. Każda z głównych części była transportowana na specjalnie do tego przeznaczonej przyczepie, która służyła również do montażu.
Do ciągnięcia przyczep w zakładach Austro-Daimler zaprojektowano ciągnik. Konstruktorem ciągnika był Ferdinand Porsche.
Była to jedna z pierwszych haubic zaprojektowanych specjalnie do transportu mechanicznego. Na twardym, równym podłożu jeden ciągnik był w stanie holować wszystkie trzy przyczepy. W trudniejszym terenie, każda przyczepa była ciągnięta przez jeden ciągnik. Ciągnik i platformy dostosowano do (ograniczonego) ruchu poza drogami, stosując szersze koła.
Montaż haubicy rozpoczynał się od przygotowania terenu pod podstawę. Najczęściej wykonywano płytki wykop o wymiarach podstawy. Nad tak przygotowane miejsce podjeżdżała przyczepa z podstawą. Płytę podstawy nieco unoszono na ręcznych podnośnikach, a po odholowaniu wózka transportowego spod podstawy, opuszczano ją na miejsce. Na podstawę wtaczano wózek z łożem i oporopowrotnikiem. Po uniesieniu i odłączeniu kół, łoże było mocowane do podstawy śrubami. Łoże miało specjalny kształt pozwalający na podtoczenie wózka z lufą bezpośrednio do miejsca mocowania. Lufę unoszono przy użyciu ręcznego wciągnika i wsuwano w obejmę. Złożenie haubicy na stanowisku bojowym zajmowało od zaledwie 50 minut do 3 godzin. Czas ustawienia tak ciężkiego działa na pozycji był w większym stopniu wyznaczany przez możliwości dotarcia zestawu na stanowisko. W 1915 na froncie pod Pińczowem, w bardzo trudnym terenie, ustawienie haubicy zajęło około dwóch tygodni.
Haubicę odpalano zdalnie, za pomocą przewodu elektrycznego. Przed strzałem obsługa chowała się w schronie. Obsługiwana przez 12 osób haubica mogła wystrzelić do 10 pocisków na godzinę.
Do użycia przez haubicę zaprojektowano dwa rodzaje pocisków: ciężkie, przeciwbetonowe pociski ważące 384 kg i lekkie odłamkowo-burzące ważące 287 kg. Ciężkie pociski mogły przebić do dwóch metrów żelbetu, a lekkie wybuchając tworzyły krater o średnicy 8 metrów i głębokości 8 metrów, zabijając przy tym osoby znajdujące się do 400 metrów od miejsca wybuchu.

## Warianty
- M11 – pierwotnie produkowany wariant, masa w pozycji bojowej 18 700 kg
- M11/16 – modyfikacje wprowadzone w trakcie wojny, masa w pozycji bojowej 20 800 kg
- M16 (M17 według[1]) – nieco cięższa (pozycja bojowa 23 000 kg), z lufą wydłużoną do 12 kalibrów, wersja ta miała oporopowrotniki przeniesione z górnej powierzchni lufy na dolną.

Dla działa M11 masa całego składu jest podawana jako 31 860 kg. Dane dotyczące masy są dosyć rozbieżne w różnych źródłach i często niespójne.

## Użycie
Moździerze zostały po raz pierwszy użyte bojowo w 1914 do bombardowania belgijskich fortów Twierdzy Liège.
Znajdowały się na wyposażeniu między innymi 2. Pułku Artylerii Fortecznej, stacjonującego w Twierdzy Kraków. 4 haubice z tego pułku (3. i 4. kompanii) prowadziły w sierpniu 1914 ostrzał artyleryjski belgijskich fortów Twierdzy Namur: fortu d’Andoy, fortu Maizeret i fortu de Malonne. Opisuje to między innymi naoczny świadek pułkownik dyplomowany Bohdan Hulewicz – wtedy jeszcze młody oficer powołany do Armii Cesarstwa Niemieckiego. Po kilku dniach oblężenia i wystrzeleniu kilkuset pocisków forty te skapitulowały. Kompaniami dowodził major Rudolf von Ranciglio.
Na ziemiach polskich haubice były użyte na Twierdzy Przemyśl podczas obrony w 1914 oraz w 1915 podczas odbicia twierdzy przez armię austro-węgierską. Były użyte także w okresie styczeń-maj 1915 w rejonie Biadolin Radłowskich i Biadolin Szlacheckich do prowadzenia ostrzału Tarnowa i okolic. Jest z tym związana pierwsza w historii udana próba kierowania ogniem baterii artylerii z samolotu drogą radiową; miała ona miejsce w styczniu 1915, gdy z lotniska polowego armii austro-węgierskiej w Biadolinach Radłowskich wystartował samolot Albatros B.I wyposażony w radiotelegraf. Użyto jej również w maju 1915 w bitwie pod Gorlicami.

## Po wojnie
Haubice były uważane za bardzo udane. Po zakończeniu wojny liczne państwa przejęły po armii austro-węgierskiej te egzemplarze, które przetrwały wojnę. Były na wyposażeniu armii czechosłowackiej (17 sztuk M16), jugosłowiańskiej (4 sztuki M11 i 6 sztuk M16), rumuńskiej (zachowany egzemplarz wersji M11/16 posiada Narodowe Muzeum Wojskowe w Bukareszcie), włoskiej (23 sztuki M11, 16 sztuk M11/16 i 16 sztuk M16) i austriackiej (2 sztuki).
Po zajęciu Czechosłowacji przez nazistowskie Niemcy, czechosłowackie haubice włączono do wyposażenia Wehrmachtu. Nadano im wtedy oznaczenie 30,5 cm Mrs (t). Podczas kampanii wrześniowej Niemcy wykorzystali 10 z tych dział. 2 z nich znajdowały się w 3. Armii uderzającej na Polskę od północy, 4 działa były w 10. Armii uderzającej na Częstochowę i 4 działa w 14. Armii uderzającej na Górny Śląsk. Łącznie wszystkie te działa w czasie ataku na Polskę wystrzeliły 517 pocisków.
Później w 1940 działa te były wykorzystywane do ostrzeliwania francuskiej Linii Maginota. W 1941 po zajęciu Jugosławii Niemcy przejęli też jugosłowiańskie działa. W 1941–1942 podczas oblężenia Sewastopola miała miejsce największa koncentracja bojowa tych dział. Ściągnięto ich tam 21 sztuk, a wszystkie łącznie wystrzeliły 4920 pocisków na Sewastopol i okolice.